# Eleições autárquicas portuguesas de 1989 no distrito de Coimbra
| Eleições autárquicas portuguesas de 1989 Distritos: Aveiro \| Beja \| Braga \| Bragança \| Castelo Branco \| Coimbra \| Évora \| Faro \| Guarda \| Leiria \| Lisboa \| Portalegre \| Porto \| Santarém \| Setúbal \| Viana do Castelo \| Vila Real \| Viseu \| Açores \| Madeira |

## Resultados por concelho
Os resultados nos concelhos do distrito de Coimbra foram os seguintes:

### Arganil
| Partido                 | Partido                        | Votos  | %               | +/-   | Vereadores | +/-     |
| ----------------------- | ------------------------------ | ------ | --------------- | ----- | ---------- | ------- |
|                         | Partido Socialista             | 5 244  | 55,79 / 100,00  | 16,67 | 4 / 7      | 1       |
|                         | Partido Social Democrata       | 3 715  | 39,52 / 100,00  | 14,16 | 3 / 7      | 1       |
|                         | Coligação Democrática Unitária | 129    | 1,37 / 100,00   | 1,25  | 0 / 7      | Estável |
| Votos Inválidos         | Votos Inválidos                | 312    | 3,31 / 100,00   | 1,27  |            |         |
| Total                   | Total                          | 9 400  | 100,00 / 100,00 |       | 7 / 7      |         |
| Eleitorado/Participação | Eleitorado/Participação        | 12 560 | 74,84 / 100,00  | 8,29  |            |         |

### Cantanhede
| Partido                 | Partido                        | Votos  | %               | +/-  | Vereadores | +/-     |
| ----------------------- | ------------------------------ | ------ | --------------- | ---- | ---------- | ------- |
|                         | Partido Social Democrata       | 7 691  | 40,35 / 100,00  | 3,77 | 4 / 7      | Estável |
|                         | Centro Democrático Social      | 5 294  | 27,78 / 100,00  | 7,72 | 2 / 7      | 1       |
|                         | Partido Socialista             | 3 825  | 20,07 / 100,00  | 7,09 | 1 / 7      | 1       |
|                         | Coligação Democrática Unitária | 1 544  | 8,10 / 100,00   | 3,40 | 0 / 7      | Estável |
| Votos Inválidos         | Votos Inválidos                | 705    | 3,69 / 100,00   | 0,28 |            |         |
| Total                   | Total                          | 19 059 | 100,00 / 100,00 |      | 7 / 7      |         |
| Eleitorado/Participação | Eleitorado/Participação        | 31 828 | 59,88 / 100,00  | 4,20 |            |         |

### Coimbra
| Partido                 | Partido                        | Votos   | %               | +/-   | Vereadores | +/-     |
| ----------------------- | ------------------------------ | ------- | --------------- | ----- | ---------- | ------- |
|                         | Partido Socialista             | 32 145  | 46,86 / 100,00  | 14,17 | 6 / 11     | 2       |
|                         | Partido Social Democrata       | 20 903  | 30,47 / 100,00  | 7,03  | 4 / 11     | Estável |
|                         | Coligação Democrática Unitária | 8 747   | 12,75 / 100,00  | 4,66  | 1 / 11     | 1       |
|                         | Centro Democrático Social      | 3 106   | 4,53 / 100,00   | -     | 0 / 11     | -       |
|                         | PCTP/MRPP                      | 931     | 1,36 / 100,00   | 0,80  | 0 / 11     | Estável |
| Votos Inválidos         | Votos Inválidos                | 2 770   | 4,04 / 100,00   | 0,20  |            |         |
| Total                   | Total                          | 68 602  | 100,00 / 100,00 |       | 11 / 11    |         |
| Eleitorado/Participação | Eleitorado/Participação        | 118 539 | 57,87 / 100,00  | 0,55  |            |         |

### Condeixa-a-Nova
| Partido                 | Partido                        | Votos  | %               | +/-   | Vereadores | +/- |
| ----------------------- | ------------------------------ | ------ | --------------- | ----- | ---------- | --- |
|                         | Partido Socialista             | 4 196  | 59,07 / 100,00  | 13,64 | 5 / 7      | 2   |
|                         | Partido Social Democrata       | 2 094  | 29,48 / 100,00  | 6,07  | 2 / 7      | 1   |
|                         | Coligação Democrática Unitária | 500    | 7,04 / 100,00   | 7,98  | 0 / 7      | 1   |
| Votos Inválidos         | Votos Inválidos                | 313    | 4,40 / 100,00   | 0,39  |            |     |
| Total                   | Total                          | 7 103  | 100,00 / 100,00 |       | 7 / 7      |     |
| Eleitorado/Participação | Eleitorado/Participação        | 10 516 | 67,54 / 100,00  | 3,49  |            |     |

### Figueira da Foz
| Partido                 | Partido                        | Votos  | %               | +/-  | Vereadores | +/-     |
| ----------------------- | ------------------------------ | ------ | --------------- | ---- | ---------- | ------- |
|                         | Partido Socialista             | 15 178 | 47,01 / 100,00  | 9,47 | 5 / 9      | 2       |
|                         | Partido Social Democrata       | 11 456 | 35,48 / 100,00  | 7,63 | 4 / 9      | 1       |
|                         | Coligação Democrática Unitária | 1 880  | 5,82 / 100,00   | 5,73 | 0 / 9      | 1       |
|                         | Centro Democrático Social      | 1 526  | 4,73 / 100,00   | 0,24 | 0 / 9      | Estável |
|                         | PCTP/MRPP                      | 600    | 1,86 / 100,00   | 1,40 | 0 / 9      | Estável |
| Votos Inválidos         | Votos Inválidos                | 1 646  | 5,10 / 100,00   | 0,72 |            |         |
| Total                   | Total                          | 32 286 | 100,00 / 100,00 |      | 9 / 9      | 2       |
| Eleitorado/Participação | Eleitorado/Participação        | 52 199 | 61,85 / 100,00  | 2,14 |            |         |

### Góis
| Partido                 | Partido                        | Votos | %               | +/-  | Vereadores | +/-     |
| ----------------------- | ------------------------------ | ----- | --------------- | ---- | ---------- | ------- |
|                         | Partido Socialista             | 1 672 | 48,38 / 100,00  | 9,45 | 3 / 5      | Estável |
|                         | Partido Social Democrata       | 1 332 | 38,54 / 100,00  | 1,96 | 2 / 5      | Estável |
|                         | Partido Renovador Democrático  | 256   | 7,41 / 100,00   | -    | 0 / 5      | -       |
|                         | Coligação Democrática Unitária | 64    | 1,85 / 100,00   | 0,55 | 0 / 5      | Estável |
| Votos Inválidos         | Votos Inválidos                | 132   | 3,82 / 100,00   | 0,47 |            |         |
| Total                   | Total                          | 3 456 | 100,00 / 100,00 |      | 5 / 5      |         |
| Eleitorado/Participação | Eleitorado/Participação        | 5 059 | 68,31 / 100,00  | 1,48 |            |         |

### Lousã
| Partido                 | Partido                        | Votos  | %               | +/-  | Vereadores | +/-     |
| ----------------------- | ------------------------------ | ------ | --------------- | ---- | ---------- | ------- |
|                         | Partido Socialista             | 4 683  | 61,72 / 100,00  | 4,50 | 5 / 7      | Estável |
|                         | Partido Social Democrata       | 2 173  | 28,64 / 100,00  | 2,04 | 2 / 7      | Estável |
|                         | Coligação Democrática Unitária | 291    | 3,84 / 100,00   | 2,09 | 0 / 7      | Estável |
|                         | Centro Democrático Social      | 144    | 1,90 / 100,00   | 4,41 | 0 / 7      | Estável |
| Votos Inválidos         | Votos Inválidos                | 296    | 3,90 / 100,00   | 0,04 |            |         |
| Total                   | Total                          | 7 587  | 100,00 / 100,00 |      | 7 / 7      |         |
| Eleitorado/Participação | Eleitorado/Participação        | 11 067 | 68,56 / 100,00  | 3,63 |            |         |

### Mira
| Partido                 | Partido                        | Votos  | %               | +/-  | Vereadores | +/-     |
| ----------------------- | ------------------------------ | ------ | --------------- | ---- | ---------- | ------- |
|                         | Partido Social Democrata       | 2 693  | 38,08 / 100,00  | 1,30 | 3 / 7      | Estável |
|                         | Centro Democrático Social      | 2 292  | 32,41 / 100,00  | 1,16 | 2 / 7      | Estável |
|                         | Partido Socialista             | 1 812  | 25,62 / 100,00  | 0,67 | 2 / 7      | Estável |
|                         | Coligação Democrática Unitária | 38     | 0,54 / 100,00   | 0,98 | 0 / 7      | Estável |
| Votos Inválidos         | Votos Inválidos                | 237    | 3,35 / 100,00   | 0,45 |            |         |
| Total                   | Total                          | 7 072  | 100,00 / 100,00 |      | 7 / 7      |         |
| Eleitorado/Participação | Eleitorado/Participação        | 10 852 | 65,17 / 100,00  | 0,79 |            |         |

### Miranda do Corvo
| Partido                 | Partido                        | Votos | %               | +/-   | Vereadores | +/-     |
| ----------------------- | ------------------------------ | ----- | --------------- | ----- | ---------- | ------- |
|                         | Partido Social Democrata       | 2 899 | 47,10 / 100,00  | 17,34 | 3 / 5      | 1       |
|                         | Partido Socialista             | 2 632 | 42,76 / 100,00  | 15,80 | 2 / 5      | 1       |
|                         | Coligação Democrática Unitária | 365   | 5,93 / 100,00   | 1,14  | 0 / 5      | Estável |
| Votos Inválidos         | Votos Inválidos                | 259   | 4,20 / 100,00   | 0,39  |            |         |
| Total                   | Total                          | 6 155 | 100,00 / 100,00 |       | 5 / 5      |         |
| Eleitorado/Participação | Eleitorado/Participação        | 9 705 | 63,42 / 100,00  | 5,90  |            |         |

### Montemor-o-Velho
| Partido                 | Partido                        | Votos  | %               | +/-   | Vereadores | +/-     |
| ----------------------- | ------------------------------ | ------ | --------------- | ----- | ---------- | ------- |
|                         | Partido Social Democrata       | 5 823  | 45,13 / 100,00  | 19,83 | 4 / 7      | 2       |
|                         | Partido Socialista             | 5 433  | 42,11 / 100,00  | 3,63  | 3 / 7      | 1       |
|                         | Coligação Democrática Unitária | 1 039  | 8,05 / 100,00   | 1,56  | 0 / 7      | Estável |
| Votos Inválidos         | Votos Inválidos                | 608    | 4,71 / 100,00   | 0,37  |            |         |
| Total                   | Total                          | 12 903 | 100,00 / 100,00 |       | 7 / 7      |         |
| Eleitorado/Participação | Eleitorado/Participação        | 21 815 | 59,15 / 100,00  | 3,40  |            |         |

### Oliveira do Hospital
| Partido                 | Partido                        | Votos  | %               | +/-   | Vereadores | +/-     |
| ----------------------- | ------------------------------ | ------ | --------------- | ----- | ---------- | ------- |
|                         | Partido Socialista             | 5 264  | 42,26 / 100,00  | 12,14 | 3 / 7      | 1       |
|                         | Partido Social Democrata       | 5 025  | 40,35 / 100,00  | 13,26 | 3 / 7      | 2       |
|                         | Centro Democrático Social      | 1 586  | 12,73 / 100,00  | -     | 1 / 7      | -       |
|                         | Coligação Democrática Unitária | 114    | 0,92 / 100,00   | 1,11  | 0 / 7      | Estável |
| Votos Inválidos         | Votos Inválidos                | 466    | 3,74 / 100,00   | 0,48  |            |         |
| Total                   | Total                          | 12 455 | 100,00 / 100,00 |       | 7 / 7      |         |
| Eleitorado/Participação | Eleitorado/Participação        | 18 652 | 66,78 / 100,00  | 6,37  |            |         |

### Pampilhosa da Serra
| Partido                 | Partido                        | Votos | %               | +/-   | Vereadores | +/-     |
| ----------------------- | ------------------------------ | ----- | --------------- | ----- | ---------- | ------- |
|                         | Partido Social Democrata       | 2 052 | 51,12 / 100,00  | 26,57 | 3 / 5      | 2       |
|                         | Partido Socialista             | 1 750 | 43,60 / 100,00  | 30,68 | 2 / 5      | 2       |
|                         | Coligação Democrática Unitária | 73    | 1,82 / 100,00   | 2,55  | 0 / 5      | Estável |
| Votos Inválidos         | Votos Inválidos                | 139   | 3,46 / 100,00   | 1,56  |            |         |
| Total                   | Total                          | 4 014 | 100,00 / 100,00 |       | 5 / 5      |         |
| Eleitorado/Participação | Eleitorado/Participação        | 6 012 | 66,77 / 100,00  | 10,01 |            |         |

### Penacova
| Partido                 | Partido                        | Votos  | %               | +/-   | Vereadores | +/-     |
| ----------------------- | ------------------------------ | ------ | --------------- | ----- | ---------- | ------- |
|                         | Partido Social Democrata       | 4 092  | 45,74 / 100,00  | 6,98  | 4 / 7      | 1       |
|                         | Partido Socialista             | 3 662  | 40,93 / 100,00  | 6,06  | 3 / 7      | Estável |
|                         | Coligação Democrática Unitária | 546    | 6,10 / 100,00   | 1,35  | 0 / 7      | Estável |
|                         | Centro Democrático Social      | 327    | 3,65 / 100,00   | 11,81 | 0 / 7      | 1       |
| Votos Inválidos         | Votos Inválidos                | 320    | 3,58 / 100,00   | 0,11  |            |         |
| Total                   | Total                          | 8 947  | 100,00 / 100,00 |       | 7 / 7      |         |
| Eleitorado/Participação | Eleitorado/Participação        | 13 587 | 65,85 / 100,00  | 4,86  |            |         |

### Penela
| Partido                 | Partido                        | Votos | %               | +/-  | Vereadores | +/-     |
| ----------------------- | ------------------------------ | ----- | --------------- | ---- | ---------- | ------- |
|                         | Partido Social Democrata       | 2 453 | 62,83 / 100,00  | 1,66 | 4 / 5      | Estável |
|                         | Partido Socialista             | 1 205 | 30,87 / 100,00  | 2,54 | 1 / 5      | Estável |
|                         | Coligação Democrática Unitária | 46    | 1,18 / 100,00   | 2,41 | 0 / 5      | Estável |
| Votos Inválidos         | Votos Inválidos                | 200   | 5,12 / 100,00   | 1,53 |            |         |
| Total                   | Total                          | 3 904 | 100,00 / 100,00 |      | 5 / 5      |         |
| Eleitorado/Participação | Eleitorado/Participação        | 6 303 | 61,94 / 100,00  | 1,48 |            |         |

### Soure
| Partido                 | Partido                        | Votos  | %               | +/-  | Vereadores | +/-     |
| ----------------------- | ------------------------------ | ------ | --------------- | ---- | ---------- | ------- |
|                         | Partido Socialista             | 6 039  | 51,24 / 100,00  | 4,31 | 4 / 7      | 1       |
|                         | Partido Social Democrata       | 2 998  | 25,44 / 100,00  | 3,22 | 2 / 7      | Estável |
|                         | Coligação Democrática Unitária | 2 112  | 17,92 / 100,00  | 8,90 | 1 / 7      | 1       |
| Votos Inválidos         | Votos Inválidos                | 637    | 5,41 / 100,00   | 0,46 |            |         |
| Total                   | Total                          | 11 786 | 100,00 / 100,00 |      | 7 / 7      |         |
| Eleitorado/Participação | Eleitorado/Participação        | 18 844 | 62,55 / 100,00  | 5,19 |            |         |

### Tábua
| Partido                 | Partido                        | Votos  | %               | +/-   | Vereadores | +/-     |
| ----------------------- | ------------------------------ | ------ | --------------- | ----- | ---------- | ------- |
|                         | Partido Socialista             | 3 334  | 48,29 / 100,00  | 19,49 | 4 / 7      | 2       |
|                         | Partido Social Democrata       | 2 745  | 39,76 / 100,00  | 8,62  | 3 / 7      | 1       |
|                         | Centro Democrático Social      | 442    | 6,40 / 100,00   | 10,75 | 0 / 7      | 1       |
|                         | Coligação Democrática Unitária | 130    | 1,88 / 100,00   | 0,40  | 0 / 7      | Estável |
| Votos Inválidos         | Votos Inválidos                | 253    | 3,67 / 100,00   | 0,28  |            |         |
| Total                   | Total                          | 6 904  | 100,00 / 100,00 |       | 7 / 7      |         |
| Eleitorado/Participação | Eleitorado/Participação        | 10 680 | 64,64 / 100,00  | 1,88  |            |         |

### Vila Nova de Poiares
| Partido                 | Partido                        | Votos | %               | +/-  | Vereadores | +/-     |
| ----------------------- | ------------------------------ | ----- | --------------- | ---- | ---------- | ------- |
|                         | Partido Social Democrata       | 2 180 | 58,78 / 100,00  | 4,15 | 3 / 5      | 1       |
|                         | Partido Socialista             | 1 250 | 33,70 / 100,00  | 6,40 | 2 / 5      | 1       |
|                         | Coligação Democrática Unitária | 78    | 2,10 / 100,00   | 0,08 | 0 / 5      | Estável |
| Votos Inválidos         | Votos Inválidos                | 201   | 5,41 / 100,00   | 0,24 |            |         |
| Total                   | Total                          | 3 709 | 100,00 / 100,00 |      | 5 / 5      |         |
| Eleitorado/Participação | Eleitorado/Participação        | 5 431 | 68,29 / 100,00  | 0,04 |            |         |